# Джонні (Кімната)
Джо́нні — вигаданий персонаж і головний протагоніст незалежного американського драматичного фільму 2003 року «Кімната», якого грає Томмі Вайзо, що до того ж власноруч написав сценарій до стрічки, зрежисував і спродюсував її. Джонні також фігурує в однойменній відеогрі 2010 року. У біографічній стрічці 2017 року «Горе-творець» про створення «Кімнати» Джеймс Франко зображує як Томмі Вайзо, так і безпосередньо Джонні.

## Біографія
Подібно до Томмі Вайзо (творця та виконавця ролі Джонні), походження Джонні є загадкою. Його акцент видає, що він родом зі Східної Європи; у стрічці він повідомляє, що переїхав до Сан-Франциско звідкілясь іншого. У Джонні досить дивна особистість. Він справляє враження закритої людини, рідко посміхається та схильний до гнівних припадків. Незважаючи на це, Джонні, очевидно, має досить багато друзів. Джонні заручений з Лізою; його «майбутня жінка» живе з ним і його прийомним сином Денні, за яким доглядає Джонні. До друзів Джонні належать Марк, Пітер (його особистий психолог), Майк і Стівен. Однак «найкращий друг» Джонні Марк потайки зустрічається з Лізою поза його спиною, що призводить до їхнього розставання, після того як Марк і Ліза визнаються Джонні, що вони зустрічаються. Джонні почувається зрадженим через дії Марка та з розбитим серцем сприймає зраду Лізи, що спонукає його до самовбивства.

## Відгуки
Акторська гра Вайзо одержала переважно негативні відгуки. IFC.com описав голос Вайзо у фільмі як «Бората, який намагається скопіювати Крістофера Вокена, що грає псіхічно хворого». Flavorwire відзначило: «Якщо Ед Вуд-молодший 21 століття існує, то це, скоріше за все, Томмі Вайзо».